# Nuoto ai XVIII Giochi del Mediterraneo - 200 metri stile libero femminili
La gara dei 200 metri stile libero femminili dei XVIII Giochi del Mediterraneo si è svolta il 24 giugno 2018. Al mattino si sono svolte le batterie, mentre la finale si è disputata nel pomeriggio.

## Podio
| Pos. | Atleta       | Nazione |
| ---- | ------------ | ------- |
|      | Marie Wattel | Francia |
|      | Melani Costa | Spagna  |
|      | Linda Caponi | Italia  |

## Record
Prima della manifestazione il record del mondo (RM) e il record dei Giochi del Mediterraneo (RG) erano i seguenti.
|  | 1'52"98 | Federica Pellegrini | 29 luglio 2009 Roma    |
|  | 1'58"91 | Patricia Castro     | 30 giugno 2009 Pescara |

Durante la competizione non sono stati migliorati record.

## Risultati

### Batterie
| Pos. | Batteria | Corsia | Atleta            | Nazionalità | Tempo       | Note        |
| ---- | -------- | ------ | ----------------- | ----------- | ----------- | ----------- |
| 1    | 2        | 4      | Melani Costa      | Spagna      | 2'01"18     | Q           |
| 2    | 2        | 5      | Lidón Muñoz       | Spagna      | 2'01"63     | Q           |
| 3    | 3        | 4      | Marie Wattel      | Francia     | 2'02"28     | Q           |
| 4    | 3        | 3      | Neža Klančar      | Slovenia    | 2'02"44     | Q           |
| 5    | 2        | 3      | Diana Durães      | Portogallo  | 2'02"71     | Q           |
| 6    | 2        | 6      | Vasiliki Baka     | Grecia      | 2'02"89     | Q           |
| 7    | 3        | 5      | Linda Caponi      | Italia      | 2'02"97     | Q           |
| 8    | 3        | 6      | Rita Frischknecht | Portogallo  | 2'03"11     | Q           |
| 9    | 2        | 1      | Katja Fain        | Slovenia    | 2'03"19     |             |
| 10   | 1        | 4      | Stefania Pirozzi  | Italia      | 2'03"32     |             |
| 11   | 1        | 5      | Alizée Morel      | Francia     | 2'04"13     |             |
| 12   | 3        | 2      | Rim Ouenniche     | Tunisia     | 2'04"93     |             |
| 13   | 1        | 6      | Beril Böcekler    | Turchia     | 2'06"56     |             |
| 14   | 2        | 2      | Afroditi Katsiara | Grecia      | 2'07"44     |             |
| 15   | 3        | 7      | Gabriella Doueihy | Libano      | 2'09"29     |             |
| 16   | 1        | 7      | Elisa Bernardi    | San Marino  | 2'09"69     |             |
| 17   | 2        | 7      | Sara Lettoli      | San Marino  | 2'09"80     |             |
| 18   | 1        | 2      | Nàdia Tudó        | Andorra     | 2'11"72     |             |
| DNS  | 1        | 3      | Selen Özbilen     | Turchia     | Non partita | Non partita |
| DNS  | 3        | 1      | Nikol Merizaj     | Albania     | Non partita | Non partita |

### Finale
| Pos. | Corsia | Atleta            | Nazionalità | Tempo   | Note |
| ---- | ------ | ----------------- | ----------- | ------- | ---- |
|      | 3      | Marie Wattel      | Francia     | 1'59"12 |      |
|      | 4      | Melani Costa      | Spagna      | 1'59"75 |      |
|      | 1      | Linda Caponi      | Italia      | 2'00"02 |      |
| 4    | 5      | Lidón Muñoz       | Spagna      | 2'00"25 |      |
| 5    | 2      | Diana Durães      | Portogallo  | 2'02"00 |      |
| 6    | 6      | Neža Klančar      | Slovenia    | 2'02"33 |      |
| 7    | 8      | Rita Frischknecht | Portogallo  | 2'04"07 |      |
| 8    | 7      | Vasiliki Baka     | Grecia      | 2'04"36 |      |